# Ralf Bödeker
Ralf Bödeker (* 12. Mai 1958) ist ein ehemaliger deutscher Fußballspieler. Der Allroundspieler hat bei Borussia Mönchengladbach von 1978 bis 1982 in der Fußball-Bundesliga 32 Ligaspiele (1 Tor) absolviert und kam im UEFA-Pokal 1979/80 in den beiden Finalspielen gegen Eintracht Frankfurt zum Einsatz.

## Karriere
Bödeker, er hatte die Jugend- und Amateurmannschaft der „Fohlen“ durchlaufen, spielte von 1978 bis 1982 für Borussia Mönchengladbach in der Bundesliga. In dieser Zeit kam er auf 32 Einsätze und schoss ein Tor. Im letzten Trainerjahr von Udo Lattek, 1978/79, debütierte er am 2. September 1978 bei einem 0:0-Heimremis gegen den FC Schalke 04 in der Bundesliga. Er wurde in der 46. Minute für Ewald Lienen eingewechselt. Unmittelbar vor Rundenstart, am 5. August beim DFB-Pokalspiel gegen den Wuppertaler SV, hatte sich Berti Vogts schwer verletzt und fiel über Monate aus. Da sich von den Neuzugängen wie Helmut Dudek, Steen Thychosen, Helmut Lausen und Bödeker keiner zu einem Leistungsträger entwickeln konnte, kämpfte die Lattek-Truppe im Verlauf der Runde massiv um den Klassenerhalt. Der 1,72 m große Bödeker wurde im Oktober 1978 noch in den zwei Spielen gegen Werder Bremen (4:0) und VfL Bochum (0:0) eingewechselt und saß ansonsten auf der Ersatzbank; auch im DFB-Pokal und im UEFA-Pokal. 
Als Jupp Heynckes zur Saison 1979/80 die Trainingsleitung am Bökelberg übernahm, verbesserte sich Bödeker auf 12 Ligaeinsätze (1 Tor) und gehörte im UEFA-Pokal 1979/80 mit sieben Einsätzen zum Stammpersonal. Er kam im UEFA-Pokal sowohl in den Halbfinalspielen gegen den VfB Stuttgart (1:2, 2:0) als auch in den zwei Finalspielen gegen Eintracht Frankfurt im Mai 1980 (3:2, 0:1) zum Einsatz und belegte mit Borussia den 7. Rang in der Bundesliga. Zur sportlichen Verbesserung hatten die zwei Neuzugänge Lothar Matthäus und Harald Nickel wesentlich beigetragen. Auch bei der Verpflichtung von Uwe Rahn und der Rückholaktion von Hans-Günter Bruns zur Saison 1980/81 lag Mönchengladbach richtig; die persönlich Situation von Bödeker verschlechterte sich dagegen. Er musste sich 1980/81 mit lediglich sechs weiteren Bundesligaeinsätzen begnügen und die Borussia erreichte den 6. Rang. Vor seinem vierten Bundesligajahr, 1981/82, kamen mit Frank Mill und Kurt Pinkall zwei torgefährliche Angreifer neu in den Borussen-Kader und in der Abwehr machte der Defensivakteur Uli Borowka die ersten Schritte in der Bundesliga. Mit seinem 11. Rundeneinsatz am 17. April 1982, einem 1:0-Auswärtserfolg beim MSV Duisburg, beendete er auf der rechten Verteidigerposition seine Bundesligakarriere. Vor Torhüter Wolfgang Kleff hatte er an der Seite von Wilfried Hannes, Frank Schäffer und Borowka die sichere Defensive gebildet. 
Bödeker ist heute Fußballtrainer beim 1. FC Viersen.